# Gates to secret realities
Gates to secret realities is een studioalbum van Gandalf. Hij nam het net als eerdere albvums op in zijn eigen Seagull Music geluidsstudio. Het album is opgedragen aan alle inheemse volkeren en hun culturen, met name de indianen, die (toen) op het stonden te verdwijnen als gevolg van onze Westerse drang tot civilisatie.

## Musici
- Gandalf – alle muziekinstrumenten behalve
- Emily Burridge – cello op tracks 1, 3, 4, 6, 7, 9, 10, 11; zang op 1, 4 en 6
- Peter Aschenbrenner – sopraansaxofoon op tracks 6 en 11; dwarsfluit op 1, 3, 8, 9, 10 en 11 en achtergrondzang op 1 en 6.

## Muziek
| Nr. | Titel                           | Duur |
| --- | ------------------------------- | ---- |
| 1.  | Dreamcatcher (part 1)           | 5:56 |
| 2.  | Footprints in red sand          | 7:19 |
| 3.  | Majestic mountain view          | 6:11 |
| 4.  | Voice in the wind               | 8:07 |
| 5.  | Along the milky way             | 5:51 |
| 6.  | The power of nature             | 6:35 |
| 7.  | Ascending on the eagle’s wings  | 6:21 |
| 8.  | Man’s promise to mother earth   | 4:48 |
| 9.  | Dreamcatcher (part 2)           | 4:02 |
| 10. | The wheel of life               | 4;58 |
| 11. | Floating down the silent stream | 6:51 |